# Josa i Tuixén
Pour les articles homonymes, voir Josa (homonymie).
Josa i Tuixén est une commune de la comarque de l'Alt Urgell dans la Province de Lleida en Catalogne (Espagne).

## Géographie
La commune est située sur le versant sud du Cadí, dans les Pyrénées.

## Histoire
La commune a été créée en 1973 avec la fusion des anciennes municipalités de Josa et Tuixent.